# 瀧野家住宅
瀧野家住宅（たきのけじゅうたく）は、愛知県犬山市犬山西古券34にある邸宅。蔵が登録有形文化財。

## 歴史
2004年（平成16年）7月23日、主屋、付属屋、蔵の3件が登録有形文化財に登録された。なお、犬山市では同時に髙木家住宅の3件、梅田家住宅の3件、三井家住宅の3件、山田家住宅主屋、井上家住宅の2件も登録されている。
その後、付属屋と主屋が解体された。付属屋は2009年（平成21年）12月25日に、主屋は2010年（平成22年）1月15日に登録解除となった。

## 建築

### 現存する建造物
- 蔵
  - 土蔵造2階建、切妻造、桟瓦葺[1]。建築面積25平方メートル[1]。桁行3間、梁間2間半[1]。主屋の西側、敷地の北西隅にある[1]。外壁は腰部分がなまこ壁の漆喰塗仕上であり、2階の外壁は金属板で覆われている[1]。南面に両開きの戸口がある[1]。
  - 明治時代中期竣工。

### 解体された建造物
- 主屋
  - 1890年（明治23年）竣工。解体済。
- 付属屋
  - 1935年（昭和10年）竣工。解体済。